# Дејан Гутаљ
Дејан Гутаљ (Сарајево 1954) српски је књижевник и публициста. До сада објавио шест збирки пјесама.

## Биографија
Дејан Гутаљ је рођен 1954. године у Сарајеву, гдје је завршио основну школу, гимназију и Филозофски факултет, Одсјек за компаративну књижевност.Вио је запослен у Народној и универзитетској библиотеци БиХ,а потом у издавачком предузећу "Свјетлост" . Током рата у БиХ радио као новинар листа „Српска војска” и као дописник Српске новинске агенције.
Био је уредник СРНЕ за издавачку дјелатност поезија.
До прољећа 1996 живио у Сарајеву, потом у Лукавици и Требевићу,а од 1998. стално настањен у Мокром, Општина Пале.
У свом раду истражује теме смрти, изгнанства, анђеоског, прожимање танатоса и ероса.
Владимир Кецмановић је о његовом делу писао као високом домету.